# Zuid-Korea op de Olympische Winterspelen 1984
Tijdens de Olympische Winterspelen van 1984, die in Sarajevo (Joegoslavië) werden gehouden, nam Zuid-Korea voor de negende keer deel.

## Deelnemers en resultaten

### Alpineskiën
| Olympiër      | Discipline       | Resultaat | Prestatie                        |
| ------------- | ---------------- | --------- | -------------------------------- |
| Eu Woo-youn   | afdaling (m)     | 58e       | 2.02,67 (+17,08)                 |
| Eu Woo-youn   | reuzenslalom (m) | dq-1      | diskwalificatie run 1            |
| Eu Woo-youn   | slalom (m)       | 35e       | 2.21,45 (+42,04) 1.11,28+1.10,17 |
| Kim Jin-hae   | afdaling (m)     | 57e       | 2.01,96 (+16,37)                 |
| Kim Jin-hae   | reuzenslalom (m) | dq-2      | diskwalificatie run 2            |
| Kim Jin-hae   | slalom (m)       | 31e       | 2.17,45 (+38,04) 1.09,42+1.08,03 |
| Park Byung-ro | afdaling (m)     | 52e       | 1.59,74 (+14,15)                 |
| Park Byung-ro | reuzenslalom (m) | dq-1      | diskwalificatie run 1            |
| Park Byung-ro | slalom (m)       | dnf-1     | opgave run 1                     |

### Biatlon
| Olympiër        | Discipline | Resultaat | Prestatie                                     |
| --------------- | ---------- | --------- | --------------------------------------------- |
| Hwang Byung-dae | 10 km (m)  | 62e       | 44.43,2 (+13.49,4) pen.: 6 (3 / 3)            |
| Hwang Byung-dae | 20 km (m)  | 60e       | 1:49.49,9 (+37.57,2) pen.: 15 (3 / 4 / 4 / 4) |

### Kunstrijden
| Olympiër      | Discipline | Resultaat | Prestatie                                                        |
| ------------- | ---------- | --------- | ---------------------------------------------------------------- |
| Cho Jae-hyung | mannen     | 23e       | 46,0 punten (verpl. figuren: 23 - korte kür: 23 - lange kür: 23) |
| Kim Hae-sung  | vrouwen    | 23e       | 45,4 punten (verpl. figuren: 22 - korte kür: 23 - lange kür: 23) |

### Langlaufen
| Olympiër      | Discipline | Resultaat | Prestatie            |
| ------------- | ---------- | --------- | -------------------- |
| Cho Sung-hoon | 15 km (m)  | dq        | diskwalificatie      |
| Cho Sung-hoon | 30 km (m)  | 67e       | 1:50.32,1 (+21.35,8) |
| Kim Bo-nam    | 15 km (m)  | 72e       | 52.04,4 (+10.38,8)   |
| Park Ki-ho    | 15 km (m)  | 62e       | 48.55,6 (+7.30,0)    |
| Park Ki-ho    | 30 km (m)  | 60e       | 1:45.41,9 (+16.45,6) |

### Schaatsen
| Olympiër        | Discipline   | Resultaat | Prestatie         |
| --------------- | ------------ | --------- | ----------------- |
| Bae Ki-tae      | 1500 m (m)   | 32e       | 2.04,18 (+5,82)   |
| Bae Ki-tae      | 5000 m (m)   | 39e       | 7.50,82 (+38,54)  |
| Lee Yeong-ha    | 500 m (m)    | 28e       | 39,90 (+1,71)     |
| Lee Yeong-ha    | 1000 m (m)   | 28e       | 1.19,55 (+3,75)   |
| Lee Yeong-ha    | 1500 m (m)   | 23e       | 2.02,45 (+4,09)   |
| Lee Yeong-ha    | 5000 m (m)   | 27e       | 7.39,17 (+26,89)  |
| Lee Yeong-ha    | 10.000 m (m) | 27e       | 15.34,48 (+54,58) |
| Na Yun-su       | 500 m (m)    | 31e       | 40,35 (+2,16)     |
| Na Yun-su       | 1000 m (m)   | 30e       | 1.19,94 (+4,14)   |
| Na Yun-su       | 1500 m (m)   | 30e       | 2.03,90 (+5,54)   |
| Na Yun-su       | 5000 m (m)   | 30e       | 7.42,45 (+30,17)  |
|                 |              |           |                   |
| Choi Seung-youn | 500 m (v)    | 29e       | 44,79 (+3,77)     |
| Choi Seung-youn | 1000 m (v)   | 35e       | 1.32,31 (+10,70)  |
| Choi Seung-youn | 1500 m (v)   | 26e       | 2.17,80 (+14,38)  |
| Lee Kyung-ja    | 1000 m (v)   | 34e       | 1.31,11 (+9,50)   |
| Lee Kyung-ja    | 1500 m (v)   | 27e       | 2.17,96 (+14,54)  |
| Lee Kyung-ja    | 3000 m (v)   | 24e       | 5.07,12 (+42,33)  |
| Lee Yeon-ju     | 500 m (v)    | 22e       | 43,75 (+2,73)     |
| Lee Yeon-ju     | 1000 m (v)   | 31e       | 1.29,80 (+8,19)   |
| Lee Yeon-ju     | 1500 m (v)   | 28e       | 2.18,34 (+14,92)  |

Andorra · Argentinië · Australië · België · Bolivia · Bondsrepubliek Duitsland · Britse Maagdeneilanden · Bulgarije · Canada · Chili · China · Chinees Taipei · Costa Rica · Cyprus · Duitse Democratische Republiek · Egypte · Finland · Frankrijk · Griekenland · Groot-Brittannië · Hongarije · IJsland · Italië · Japan · Joegoslavië · Libanon · Liechtenstein · Marokko · Mexico · Monaco · Mongolië · Nederland · Nieuw-Zeeland · Noord-Korea · Noorwegen · Oostenrijk · Polen · Puerto Rico · Roemenië · San Marino · Senegal · Sovjet-Unie · Spanje · Tsjecho-Slowakije · Turkije · Verenigde Staten · Zuid-Korea · Zweden · Zwitserland